# Yugpurush: A Man Who Comes Just Once in a Way
Yugpurush (Yugpurush: A Man Who Comes Just Once in a Way to bollywoodzki dramat z 1998 roku. W roli głównej Nana Patekar. Towarzyszą mu Manisha Koirala i Jackie Shroff. Reżyseria: Partho Ghosh, autor Ghulam-E-Musthafa. Film ma odniesienia do Idioty Dostojewskiego. To konfrontacja ze światem intryg, zdrad człowieka ufnego, pełnego współczucia dla cierpienia innych.

## Opis fabuły
Jedenastoletni Anirudh stracił rodziców podczas trzęsienia ziemi. Jego świat zawalił się. Teraz po 20 latach leczenia w szpitalu psychiatrycznym w Gopalpur zostaje uznany za zdrowego. Ma opuścić jedyne znane sobie miejsce jadąc do Bombaju. Do obcych mu ludzi zarządzających majątkiem po rodzicach. Boi się. Wolałby zostać nadal w szpitalu pomagając innym chorym.
W drodze do Mumbaju Anirudh (Nana Patekar) spotyka w pociągu kłócącą się parę. Paresh wykorzystując rolę opiekuna młodej dziewczyny uczynił z niej swoją kochankę. Teraz otoczona luksesem Sunita (Manisha Koirala) cierpi z upokorzenia raniąc wszystkich wokół siebie. Anirudh porusza ją swoją prostodusznością mówiąc wprost o jej smutku i radząc jej żyć w zgodzie ze sobą. Jego szczerość, łagodność, radość dziecka robią podobne wrażenie na Deepthy, córce Mohana. Ale świat wokół bardzo się różni od niego. Anirudha otacza zło, w którym on widzi cierpienie. Zakochany w Sunicie Ranjan (Jackie Shroff), gwałtowny, groźny w gniewie żyje w cieniu wyrosłej z żalu nienawiści do własnego ojca. Paresh z Mohanem knują intrygi przejmując cudze majątki. Mohan pomaga Pareshowi oczyścić swój image przed wyborami fingując ślub jego kochanki, Sunity z łasym na pieniądze Mohnishem (Mohnish Behl). Ten ostatni gardzi swoim ojcem traktując go jak służącego. Anirudh po 20 latach w szpitalu jest tu jak ktoś nie z tego świata. Zawsze mówi prawdę. Ufa ludziom. Okazuje szacunek zarówno starszym od siebie jak i pogardzanej przez wszystkich kochance Paresha. Wobec niej czuje nie tylko szacunek. Skrzywdzona przez ludzi Sunita budzi w nim współczucie, które z czasem przeradza się w miłość. Drugą najbliższą mu osoba staje się Ranjan. Ranjana zdumiewa, że Anirudh go się nie boi. Przyzwyczajony, że odrzuca ludzi swoim ciągłym gniewem Ranjan przy Anirudhu potrafi cieszyć się życiem, czuć się wolnym. Po raz pierwszy nie musi walczyć, wciąż kogoś pokonywać, może zaufać. Między nimi rodzi się przyjaźń. Ale Ranjan jest szaleńczo zakochany w Sunicie. To zraża ją do siebie poniżając, to widzi w niej swoją przyszłą zonę. Bezsilnie i z rosnącym gniewem patrzy, jak Sunita otwiera swoje serce dla rozumiejącego jej cierpienie Anirudha.

## Obsada
- Nana Patekar	... 	Anirudh
- Jackie Shroff	... 	Ranjan
- Manisha Koirala	... 	Sunita
- Ashwini Bhave	... 	Deepti
- Mohnish Behl	... 	Mohnish
- Shivaji Satham	... 	Paresh Kumar
- Mohan Joshi	 ... 	Mohan
- Sulabha Deshpande	... 	p. Mohan
- Ravi Patwardhan	... 	p. Prem Kumar

## Muzyka i piosenki
Muzykę do filmu skomponował Rajesh Roshan.
- Bandhan Khula Panchhi Udaa
- Chale Hum Do Jan Sair Ko
- Yeh Jeevan Path Mera
- Koi Jaise Mere Dil Ka
- Kanhaiya Se Kahiyo
- Hello Hello Aayee